# So Cold (canção)
"So Cold" é uma canção escrita por Breaking Benjamin e Ben Burnley, gravada pela banda Breaking Benjamin.
É o primeiro single do segundo álbum de estúdio lançado a 29 de Junho de 2004 We Are Not Alone.

## Desempenho nas paradas musicais
| Parada musical (2004)                       | Posições |
| ------------------------------------------- | -------- |
| Estados Unidos - Hot Mainstream Rock Tracks | 2        |
| Estados Unidos - Alternative Songs          | 3        |
| Estados Unidos - Billboard Hot 100          | 76       |